# Jacob Barnes
Pour les articles homonymes, voir Barnes.
Jacob Andrew Barnes (né le 14 avril 1990 à St. Petersburg, Floride, États-Unis) est un lanceur droitier des Rangers du Texas de la Ligue majeure de baseball.

## Carrière
Joueur des Eagles de la Florida Gulf Coast University, Jacob Barnes est choisi par les Brewers de Milwaukee au 14e tour de sélection du repêchage de 2011. Barnes fait ses débuts professionnels en 2011 et alterne entre les rôles de lanceur partant et de lanceur de relève avant de se cantonner exclusivement dans ce dernier rôle à partir de la saison 2015.
Il fait ses débuts dans le baseball majeur avec Milwaukee le 3 juin 2016. À sa première saison chez les Brewers, il maintient une moyenne de points mérités de 2,70 en 26 manches et deux tiers lancées et réussit 26 retraits sur des prises.